# شينغو أراكي
شينغو أراكي (باليابانية: 荒木伸吾؛ بالكانا: あらき しんご) هو مخرج رسوم متحركة ورسام رسوم متحركة ومانغاكا ياباني، ولد في 1939 في ناغويا في اليابان، وتوفي في 1 ديسمبر 2011 في إيتاباشي في اليابان بسبب مرض قلبي وعائي.

## وصلات خارجية
- شينغو أراكي على موقع IMDb (الإنجليزية)
- شينغو أراكي على موقع قاعدة بيانات الفيلم (الإنجليزية)
- شينغو أراكي على موقع كينوبويسك (الروسية)
- شينغو أراكي على موقع ANN person (الإنجليزية)